# Solpugassa dentatidens
Espèce
Synonymes
- Gaetulia dentatidens Simon, 1879

Solpugassa dentatidens est une espèce de solifuges de la famille des Solpugidae.

## Distribution
Cette espèce se rencontre au Soudan du Sud, en Éthiopie, en Somalie et à Djibouti.

## Description
Le mâle holotype mesure 25 mm.

## Liste des sous-espèces
Selon Solifuges of the World (version 1.0) :
- Solpugassa dentatidens dentatidens (Simon, 1879)
- Solpugassa dentatidens lanzai Simonetta & Delle Cave, 1968

## Publications originales
- Simon, 1879 : Essai d'une classification des Galéodes, remarques synonymiques et description d'espèces nouvelles ou mal connues. Annales de la Société Entomologique de France, sér. 5, vol. 9, p. 93–154 (texte intégral).
- Simonetta & Cave, 1968 : A tentative revision of the ceromids and solpugids (Arachnida, Solifugae) from Ethiopia and Somalia in the Italian Museums. Monitore Zoologico Italiano, n.s., Supplemento, vol. 2, p. 151–180.